# Summer World University Games 2025/Teilnehmer (Libyen)
| Gelbes Symbol für Goldmedaillen mit stilisierten Olympischen Ringen | Graues Symbol für Silbermedaillen mit stilisierten Olympischen Ringen | Braundes Symbol für Bronzemedaillen mit stilisierten Olympischen Ringen |
| ------------------------------------------------------------------- | --------------------------------------------------------------------- | ----------------------------------------------------------------------- |
| —                                                                   | —                                                                     | —                                                                       |

Libyen nahm an den Summer World University Games 2025 vom 16. bis zum 27. Juli mit 4 Athleten (4 Männer) teil.

## Teilnehmer nach Sportarten

### Tennis
- Mohammed al-Riqeeq
- Ahmad Sultan

### Tischtennis
- Wiam Algallal
- Salem Ahmed